# جيمس إي. أتواتر
جيمس إي. أتواتر (بالإنجليزية: James E. Atwater)‏ هو كيميائي وفيزيائي أمريكي، ولد في 22 سبتمبر 1946.